# Puig de Serrallobera
El Puig de Serrallobera és una muntanya de 157 metres que es troba al municipi de Campmany, a la comarca catalana de l'Alt Empordà.